# Gmina Klinča Sela
Gmina Klinča Sela (chorw. Općina Klinča Sela) – gmina w Chorwacji, w żupanii zagrzebskiej. W 2011 roku liczyła  5231 mieszkańców.